# Икскуль фон Гильденбандт, Юлий Александрович
Барон Ю́лий Алекса́ндрович Иксќуль фон Гильденба́ндт (нем. Julius Karl Freiherr von Uexküll-Güldenband (Gyllenband); 16 [28] января 1853 или 16 [28] декабря 1852, Динабург) — 21 сентября 1918, Петроград) — русский государственный деятель. Государственный секретарь в 1904—1909 годах. Действительный тайный советник (1912).

## Детство и юность
Происходил из старинного эстляндского дворянского рода шведского происхождения. Брат А.А. Икскуль фон Гильденбандта.
Окончил в 1875 году юридический факультет Петербургского университета со степенью кандидата права.

## Государственная служба

### Служба в Министерстве юстиции, Сенате и Государственной канцелярии (1875—1894)
25 ноября (7 декабря) 1875 года Икскуль начал государственную службу в департаменте Министерства юстиции, а через два года был переведён в распоряжение обер-прокурора уголовно-кассационного департамента Сената в качестве кандидата на судебную должность. Выполнял различные поручения, в том числе провёл ревизии мировых судов в Могилёвской и Витебской губерниях.
В октябре 1878 года Икскуля перевели прикомандированым чиновником на службу в Государственную канцелярию по отделению свода законов, а спустя три года он был зачислен на штатную должность секретаря при председателе департамента законов Государственного совета. В 1882 году Икскуль стал делопроизводителем отделения свода законов, а 20 ноября (2 декабря) 1885 стал помощником статс-секретаря этого отделения. Работа Икскуля была на хорошем счету у начальства и дважды отмечена благодарностью императора. В начале 1888 года он получил первый свой орден — Святого Владимира III степени, в 1891 году произведен в действительные статские советники, а в 1892 году награждён орденом Святого Станислава I степени.
26 октября (7 ноября) 1893 года Икскуль фон Гильденбандт был назначен исполняющим должность статс-секретаря отделения свода законов, а 1 (13) января 1895 года утверждён в ней. В 1896 году стал тайным советником. Икскуль участвовал в организации первой Всероссийской переписи населения 1897 года.

Об этом периоде службы Исксуля фон Гильденбандта в мемуарах служившего тогда в Государственной канцелярии В. И. Гурко сохранилась следующая характеристика: 
Статс-секретарями отделения законов были за описываемый период барон Ю. А. Икскуль-фон-Гильденбандт, а позднее Г. И. Шамшин. Первый — Икскуль — в душе был ярым балтийцем, в смысле отстаивания баронских интересов, но, однако, тщательно это скрывал и одновременно принимал близко к сердцу общегосударственные интересы. Думается мне, однако, что опять-таки в душе он преклонялся лишь перед германской культурой и отрицал всякое культурное значение за русским народом. Редактор барон Икскуль был превосходный и законодательной техникой обладал в совершенстве. Все поступавшие при нем в департамент проекты подвергались самому тщательному рассмотрению, причем происходило это при участии всего состава служащих в отделении. Словом, происходило форменное коллегиальное совещание, состоявшее в том, что сначала лицо, которому поручалось данное дело, излагало его сущность и подвергало его всесторонней, как по существу, так и во всех его подробностях, критике; затем в обсуждении принимали участие все остальные чиновники отделения вплоть до зеленой молодежи. Порядок этот, способствующий тщательному ознакомлению статс-секретаря с проектом, а следовательно, через его посредство и председателя департамента, служил превосходной школой для всех участников совещания.

### Товарищ министра земледелия и государственных имуществ (1899)
1 (13) января 1899 года Икскуль был назначен товарищем министра земледелия и государственных имуществ и пробыл на этой должности одиннадцать месяцев, из которых два с половиной (с начала августа до середины октября) замещал министра А. С. Ермолова во время его отъезда. Назначение барона Икскуля на эту должность упоминавшийся уже В. И. Гурко объяснял в своих воспоминаниях тем, что законодательная работа в министерстве была поставлена не лучшим образом, и потому Ермолов пригласил себе в товарищи опытного в этих делах Икскуля, несмотря на то что последний совсем не разбирался в вопросах, которыми занималось Министерство земледелия.

### Товарищ государственного секретаря (1899—1904)
19 ноября (2 декабря) 1893 года Икскуль вновь возвратился на службу в Государственную канцелярию, заняв освободившееся место товарища государственного секретаря при государственном секретаре В. К. Плеве (с 1902 года — В. Н. Коковцове). На этом посту он участвовал в работе многочисленных совещаний и комиссий, в частности при его активном участии были разработаны законоположения о правилах перевозки нефтяных товаров по каспийско-волжскому водному пути, пересмотрен Устав о службе гражданской и другое. В 1903 году Икскуль назначен сенатором с оставлением в должности товарища государственного секретаря. Удачно складывающаяся карьера дополнялась высокими наградами: орденом Святой Анны I степени (1901), Святого Владимира II степени (1904) и тунисским орденом Славы (Нишан эль Ифтиккар) I степени (1902).

### Государственный секретарь (1904—1909)
8 (21) февраля 1904 года Икскуль фон Гильденбандт был назначен государственным секретарем, сменив назначенного министром финансов В. Н. Коковцова. В первый год работы государственным секретарем Икскуль вместе со своим товарищем П. А. Харитоновым разработал и провел структурное преобразование в Государственном совете. Чтобы разгрузить Департамент гражданских и духовных дел было создано Особое присутствие по делам об отчуждении недвижимых имуществ и вознаграждении их владельцев, пользовавшееся (за исключением особо важных и сложных вопросов) правами департамента Госсовета.

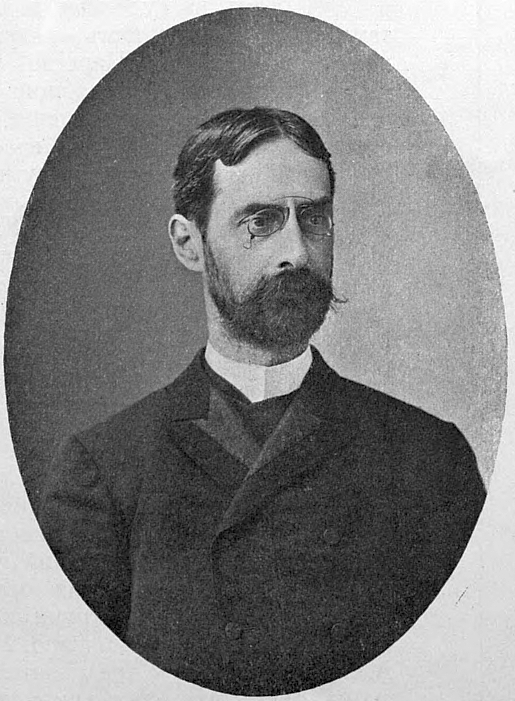
Ю.А. Икскуль фон Гильденбандт, 1904 год.

Должность государственного секретаря была одной из высших в бюрократической иерархии Российской империи и её обладатель нес на себе значительную ответственность, но в случае с Икскулем эта ответственность была увеличена теми преобразованиями, которые произошли в связи со введением в России системы народного законодательного представительства: созданием Государственной думы и перестройкой Государственного совета. Разработка этих реформ составили в период 1905—1906 годов основное занятие государственного секретаря. Приняв участие в работах по «усовершенствованию государственного порядка», начавшихся после рескрипта Николая II на имя министра внутренних дел А. Г. Булыгина от 18 февраля 1905 года, Икскуль проявил себя, по выражению С. Ю. Витте «благонамеренным либералом». Он принимал участие в работе особого совещания под председательством императора, обсуждавшего пути введения народного представительства, заседавшего с 16 по 26 июля 1905 года, результатом работы которого стали высочайше утверждённые 6 августа 1905 года «Учреждение Государственной думы» и «Положение о выборах в Государственную думу». Работа на этом окончена не была и отдельные положения дорабатывались Особым совещанием для рассмотрения дополнительных к узаконениям о Государственной думе правил, работавшим с 6 августа 1905 года по 22 апреля 1906 года под председательством ставшего главой Государственного совета взамен великого князя Михаила Николаевича графа Д. М. Сольского. Основную работу в данном совещании проделали Икскуль и его товарищ Харитонов.
Одновременно с работой совещания по Государственной думе, под руководством графа Сольского и барона Икскуля в Государственной канцелярии разрабатывался проект преобразования Государственного совета в верхнюю палату законодательного органа. Этот проект был в целом одобрен Николаем II одновременно с подписанием Манифеста 17 октября 1905 года. Начиная с конца октября, проект дорабатывался Особым совещанием для разработки необходимых в действующем «Учреждении Государственного совета» изменений под председательством графа Сольского, а в декабре 1905 — феврале 1906 года он был частично пересмотрен и доработан другим Совещанием, в котором председательствовал император. Результатом стал манифест «Об изменении учреждения Государственного Совета и о пересмотре учреждения Государственной Думы» и указ «О переустройстве учреждения Государственного совета», изданные 20 февраля 1906 года, а также новое «Учреждение Государственного совета», утверждённое 24 апреля 1906 года.
Параллельно с участием в работе по изменению устройства Государственного совета Икскуль фон Гильденбандт активно работал в Совещании по пересмотру Основных государственных законов под председательством императора. Роль барона Икскуля в описанных преобразованиях определялась его должностью государственного секретаря: он руководил подготовительной и справочной работой при составлении и обсуждении законодательных актов. Вместе с тем, Икскуль оставался скорее исполнительным чиновником, не столько предлагающим какие-то политические идеи и решения, сколько дорабатывающим и облекающим в юридическую форму идеи и решения других. Председатель Совета министров граф С. Ю. Витте писал в своих воспоминаниях о 1906 годе, что государственный секретарь барон Икскуль: «человек весьма порядочный, принципиальный, культурный, несколько ядовитый, с большою бюрократическою опытностью, но не с большими идеями»  Одновременно с тем В. И. Гурко отмечал, что проект Основных законов, вышедший из совещания графа Сольского и рассматривавшийся дальше под председателством Николая II, фактически был составлен двумя лицами: Икскулем и его товарищем П. А. Харитоновым.
Кроме усиленной в связи с большим количеством новых законопроектов работы Государственной канцелярии подготовительного и справочного характера, на плечи государственного секретаря в 1906 году легла также забота о создании и устройстве Канцелярии Государственной думы, которой он согласно «Правилам о введении в действие „Учреждения Государственной думы“» (сентябрь 1906 года) руководил вплоть до избрания Думой своего секретаря, чт случилось 1 июля 1908 года. Также государственный секретарь руководил многочисленными техническими работами по приспособлению помещений Таврического дворца для заседаний Государственной думы и перепланировке Мариинского дворца для обеспечения работы обновленного Государственного совета.
В ходе преобразований была изменена структура Государственной канцелярии, приведенная в соответствие с новой структурой Государственного совета, пересмотрен её штат и выработан новый регламент работы. На Канцелярию легла работа по подготовке заключений на законопроекты, выработанные министерствами и ведомствами. В начале 1908 года было принято решение Совета министров, обязывавшее ведомства представлять государственному секретарю для заключения все положения, касающиеся штатов и законопроектов. Таким образом, Государственная канцелярия становилась основным органом контроля за технической правильностью и согласованностью законоподготовительных работ. Государственный секретарь присутствовал на заседаниях Совета министров и имел право личного доклада императору. Такое положение стало результатом компромисса и успехом государственного секретаря, еще в 1905 году боровшегося против сосредоточения в руках объединенного правительства законосовещательных функций и законодательной инициативы (на чем настаивал С. Ю. Витте), предполагая оставить их за Государственным советом.
Пребывание на посту государственного секретаря стало пиком государственной карьеры Икскуля. Еще в мае 1905 года он был назначен статс-секретарем его императорского величества, получив право передавать волю императора. В 1908 году Икскуль был награждён Орденом Белого Орла, одной из высших наград России.

### Член Государственного совета (1909—1917)

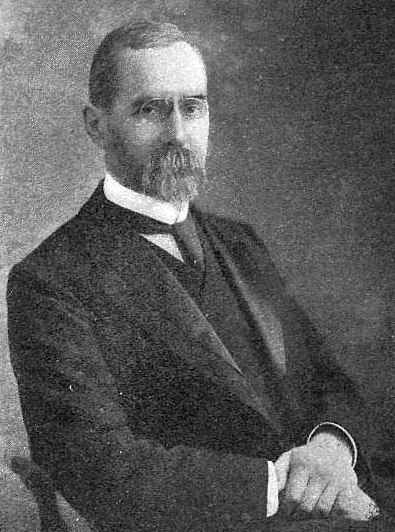

1 января 1909 Икскуль был назначен членом Государственного совета с оставлением в должностях статс-секретаря и сенатора. 19 марта 1909 года он был назначен членом Второго департамента и ежегодно назначался к присутствию; состоял членом Особого присутствия по делам принудительного отчуждения имуществ.
В декабре 1910 года Икскуль стал первым председателем образовавшейся в Государственном совете по аналогии с существовавшими в нем партийными группами (фракциями) беспартийной группы — кружка внепартийного объединения. Членом этого кружка он оставался вплоть до 1917 года, но возглавлял его недолго, до осени 1911 года, когда уступил место председателя Б. А. Васильчикову.
В 1912 году Икскуль фон Гильденбандт был произведен в действительные тайные советники. 1 января 1914 года — награждён орденом Святого Александра Невского.
С 7 января 1914 года и вплоть до революции Икскуль был президентом Генеральной евангелическо-лютеранской консистории, коллегиального органа управления евангелическо-лютеранским консисториями в Российской империи.
После Февральской революции заседания Государственного совета больше не собирались, а 5 мая 1917 года все его члены по назначению (включая Икскуля) были выведены за штат. В этих условиях Икскуль сосредоточился на работе в Сенате. Последней его должностью на государственной службе стало назначение 16 июля 1917 года членом и первоприсутствующим образованного при Сенате Особого совещания по отчуждению недвижимых имуществ для государственной и общественной пользы. 14 декабря 1917 года Икскуль, как и другие члены Государственного совета, был уволен со службы.

## Общественная деятельность
Практически весь период государственной службы Икскуль занимался также и общественными делами. С 1884 года он был членом Юридического общества при Санкт-Петербургском университете.
2 апреля 1910 году он был избран членом Императорского русского исторического общества, 18 марта 1911 года стал членом его совета, а в апреле 1914 года — товарищем председателя. С 24 апреля 1911 года Икскуль был членом особой комиссии общества, разрабатывавшей комплекс мер по сохранению губернских архивных материалов. Летом 1917 года он вошел в специальную комиссию межведомственного совещания при Академии наук. Архивная деятельность барона привела к его избранию почетным членом Императорского русского архивного общества.

## Семья
Был женат на дочери капитана (впоследствии — генерал-лейтенанта) русской армии В. Набеле Леонтине фон Набель (Leontina Jenny Elise Henriette von Nabell), в замужестве — Леонтия Владимировна Икскуль фон Гильденбандт (29.05.1854—30.11.1913). У них дети:
- Алексей Юльевич Икскуль-фон-Гильденбандт (Алексис Эмиль Вольдемар Фрайхерр фон Икскюль-Гюльденбанд, нем. Alexis Emil Woldemar Freiherr von Uexküll-Güldenband; 10.12.1879-?) — камер-юнкер, находился на дипломатической работе: второй секретарь российского посольства в Вене (1917), первый секретарь российского посольства в Афинах; с 1920 года — в эмиграции в Швейцарии[9]
- Мария Юльевна Икскуль-фон-Гильденбандт (Мари Эмили Леонтина Фрайин фон Икскюль-Гюльденбанд, нем. Marie Emilie Leontine Freiin von Uexküll-Güldenband; ) — фрейлина; родилась 05.10.1885
- Елизавета Юльевна (Элизабет Александрина Фрайин фон Икскюль-Гюльденбанд, нем. Elisabeth Alexandrine Freiin von Uexküll-Güldenband) — фрейлина; родилась 27.07.1887. Жила в Санкт-Петербурге и Мустамяки[8]

## Награды
- Орден Святого Владимира 3-й степени (01.01.1888)
- Орден Святого Станислава 1-й степени (01.01.1894)
- Орден Святой Анны 1-й степени (01.01.1901)
- Орден Святого Владимира 2-й степени (01.01.1904)
- Высочайший рескрипт (06.05.1906)
- Орден Белого орла (01.01.1908)
- Золотой нагрудный знак в память 100-летия Государственной канцелярии (01.01.1910)
- Орден Святого Александра Невского (01.01.1914)
- Высочайшая благодарность (23.05.1916)

Иностранные:
- тунисский орден Славы, большая лента (1902)